# Laetoli

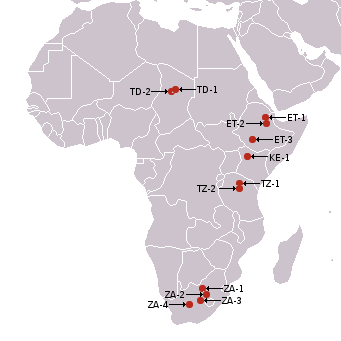
Localització de Laetoli (TZ-2), entre els principals jaciments amb restes d'homínids a l'Àfrica :
Txad (TD) :
• TD-1 – Bahr el-Ghazal
• TD-2 – Djourab
Etiòpia (ET) :
• ET-1 – Hadar
• ET-2 – Herto
• ET-3 – Omo
Kenya (KE) :
• KE-1 – Llac Turkana
Tanzània(TZ) :
• TZ-1 – Gorja d'Olduvai
• TZ-2 – Laetoli
Sud-àfrica (ZA) :
• ZA-1 – Sterkfontein
• ZA-2 – Swartkrans
• ZA-3 – Kromdraai
• ZA-4 – Taung

Laetoli és un jaciment a Tanzània on el 1978 es van trobar les que, de moment, són les petjades humanes més antigues. Es troba a 45 km al sud de la gorja d'Olduvai, a la zona de conservació de l'Ngorongoro. Aquestes petjades, relacionades amb Australopithecus afarensis, han pogut ser datades mitjançant el mètode del potassi-argó en 3,7 milions d'anys (Pliocè).

## Les empremtes d'homínids
El 1976-1977, Mary Leakey, Richard Hay i el seu equip van descobrir una línia de petjades d'homínids conservades gràcies a una successió de condicions favorables:
- el dipòsit d'una capa d'uns 15 cm de cendra fina, provinent de l'erupció del volcà Sadiman, situat a 20 km del lloc;
- el pas d'un grup d'homínids i d'altres animals;
- una pluja suau que cimentà la capa de cendra i la transformà en tuf sense destruir les empremtes;
- el soterrament de la línia de petjades per altres dipòsits de cendra, que les recobriren i les protegiren.

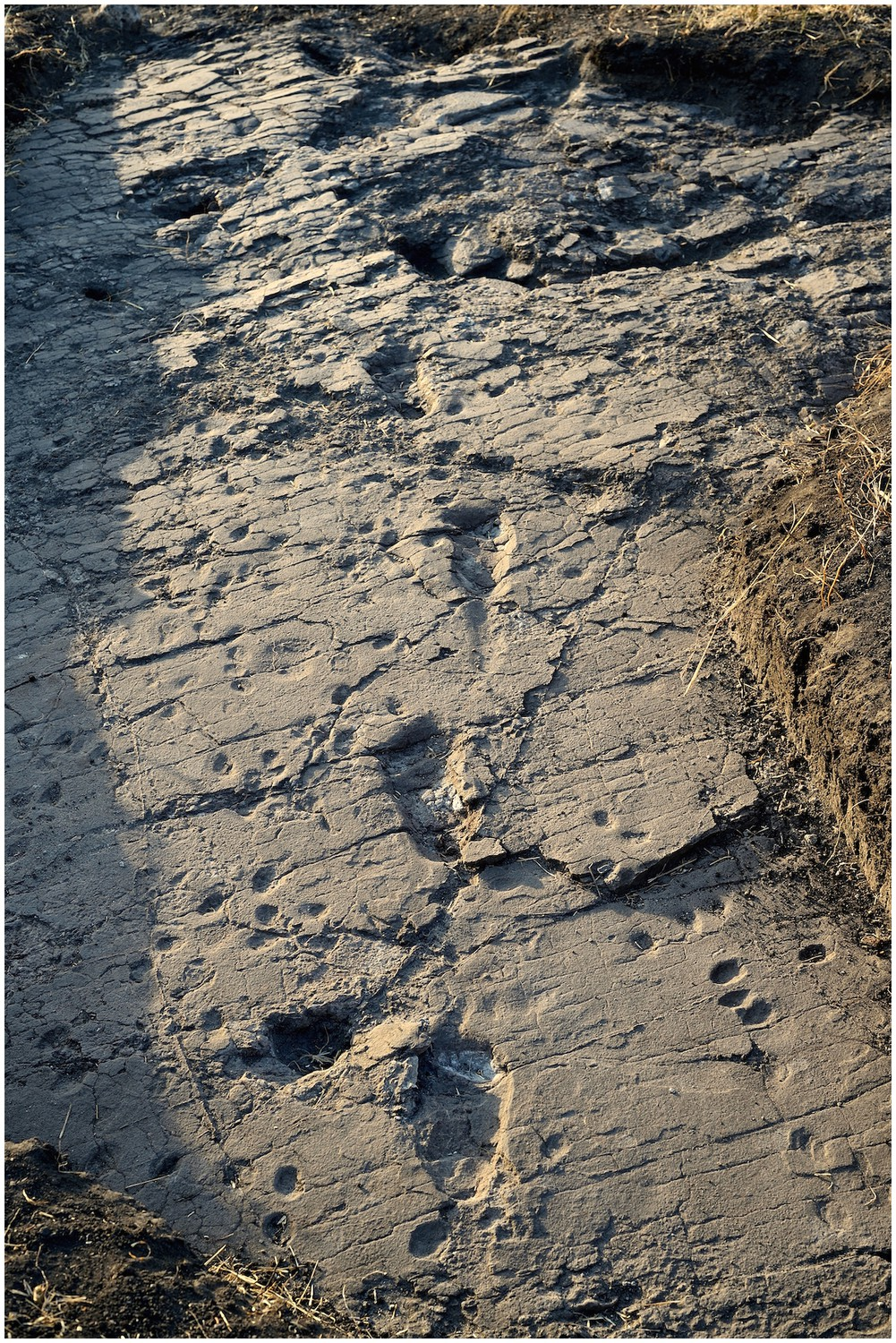
Petjades de Laetoli.

Aquestes petjades d'homínid corresponen a tres individus, segurament de l'espècie Australopithecus afarensis, cadascun dels quals seguia les empremtes deixades per un altre individu que caminava just davant d'ell.
En canvi, Roberto Sáez, en el seu llibre Evolución Humana: prehistoria y origen de la compasión, afirma que aquest rastre de 27 metres, d’unes 70 petjades, van ser deixades per dos Australopithecus que anaven caminant pel davant, mentre que el tercer homínid anava per darrere superposant els seus passos sobre les petjades que deixava un dels que anava davant. No obstant això, Roberto Sáez reconeix que mai es podrà comprovar que aquest fet és cert.
Laetoli és una de les grans proves que demostren el bipedisme dels australopitecs, ja que no n'hi ha cap traça ni de mans ni de falanges. A més a més, els peus no presenten el dit gros mòbil com passa amb els grans simis i tenen un arc idèntic al dels humans moderns.
D’altra banda, també s'ha trobat un segon conjunt de petjades. Aquest va ser descobert l'any 2014, a 150 metres de l’anterior descobriment. Aquesta vegada són 14 petjades, 13 corresponen a un mateix individu, i un a un altre. Aquestes també corresponen a un caminar bípede, igual que l’anterior cas.
|                       | Homínid 1   | Homínid 2   |
| --------------------- | ----------- | ----------- |
| llargada del peu      | 21,5 cm     | 18,5 cm     |
| amplada del peu       | 10 cm       | 8,8 cm      |
| llargada de la passa  | 47,2 cm     | 28,7 cm     |
| estimació de l'alçada | 1,34-1,56 m | 1,15-1,34 m |

## Altres espècies
Una vintena d'altres espècies d'animals van deixar-hi, també, les seves empremtes, com és el cas de hienes, grans felins (maquerodontins), babuïns, súids, girafes, gaseles, rinoceronts, diferents espècies d'antílop, hipparions, búfals, proboscidis del gènere Deinotherium, llebres i ocells.
Les traces de les gotes de pluja també s'hi observen. Poques empremtes s'encavalquen, cosa que sembla demostrar que van ser recobertes ràpidament.